# Duboisius arizonensis
Duboisius arizonensis är en skalbaggsart som först beskrevs av Champion 1916.  Duboisius arizonensis ingår i släktet Duboisius och familjen kvickbaggar. Inga underarter finns listade i Catalogue of Life.